# 那賀川町三栗
那賀川町三栗（なかがわちょうみぐりゅう）は、徳島県阿南市の大字。2010年10月1日現在の人口は162人、世帯数は50世帯。郵便番号は〒779-1241。

## 地理
阿南市の北部に位置。南・西・北の三方を那賀川町大京原に囲まれ、東は那賀川町赤池、南面の一部は那賀川堤防に接する。稲作中心の農業地帯であるが、ほとんどが兼業農家で、一部農家はイチゴ・キュウリ等の施設園芸に取り込む。

## 歴史
2006年（平成18年）3月20日に那賀郡那賀川町が阿南市と合併し、阿南市那賀川町三栗になる。

## 施設
- 八幡神社

## 交通

### 道路
都道府県道
- 徳島県道277号中島古庄線